# Tacht-e Rostam (Balch)

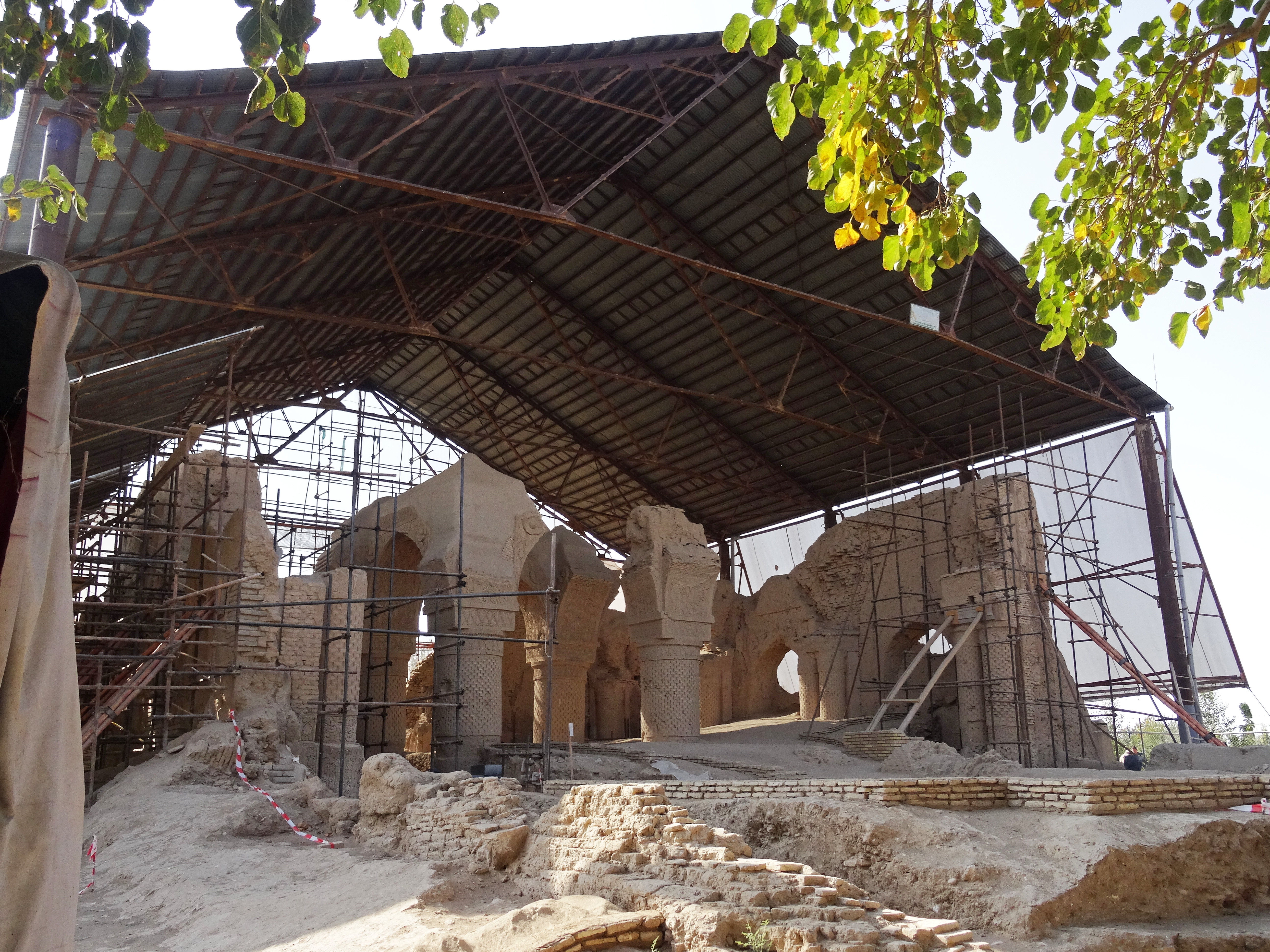
Tacht-e Rostam mit Überdachung

Tacht-e Rostam (persisch تخت رستم, DMG Taḫt-e Rostam, ‚Thron des Rostam‘) oder Ataschkade-ye Nou-Bahār (persisch آتشکده نوبهار, DMG Ātaškade-ye Nou-bahār, sanskrit Nava Vihara) ist eine Ruine in der Provinz Balch im Norden Afghanistans. Der ursprünglich zoroastrische Tempel liegt etwa 20 km westlich der Stadt Masar-e Scharif und südlich der historischen Stadt Balch. Sie befindet sich in der Nähe des Alburz-Bergkammes. Die Ruine zeugt von einem großen Baukomplex, der im Laufe der Jahrhunderte immer wieder umgestaltet und schließlich zerstört wurde. Übrig geblieben ist eine ungefähr 20 × 20 m große Fläche mit einem kleinen Rest von Säulen, und einem kreisförmigen Hügel.

## Nou-Bahār als Tempel und Moschee
Der Ort war ursprünglich eine indo-iranische Kultstätte u. a. für Mithra und Anahita, danach ein zoroastrischer Feuertempel als Tacht-e Rostam. Nach der islamischen Eroberung des Gebietes im 7. Jahrhundert wurde der Tempel zur Moschee Noh Gonbad (persisch مسجد نه گنبد, DMG Masǧed-e noh gonbad, ‚Moschee der neun Kuppeln‘), die erste Moschee auf dem Gebiet Baktriens, und zu einem Mausoleum, benannt als Hadschi Piyade Baba (persisch حاجى پياده بابا), nach einem dort begrabenen Richter, der zu Fuß die Wallfahrt nach Mekka unternommen haben soll. Die Kuppelmoschee ist neben Tārichāne in Damghan das einzige, aus der Zeit vor 900 erhaltene, islamische Gebäude in Persien. Die Ruine ist heute, unter der Schirmherrschaft der UNESCO, überdacht, um sie vor weiterer Zerstörung zu bewahren.
In Reiseberichten von Charles Edward Yate (1886) und Oskar von Niedermayer (1915) ist sie, in besserem Zustand, noch ausführlich beschrieben.

## Nou-Bahār in der Literatur
Der Geograph und Historiker al-Masʿūdī schrieb im 10. Jahrhundert über Nou-Bahār, Manūtschehr habe dort einen dem Mond geweihten Tempel erbaut. Sieben Jahrhunderte später beschreibt der Orientalist Thomas Hyde Nou-Bahār als den ersten Feuertempel (Pyraeum) ausführlich in seinem Hauptwerk. Er bringt wie al-Masʿūdī den Tempel in Verbindung mit Manūtschehr. Nach dem Theologen Johann Friedrich Kleuker war der Ort der „verehrteste aller Feuertempel“.
Der schottische Reiseschriftsteller und Maler James Baillie Fraser bezeichnete den Feuertempel in Balch als „Azar-Guschtasp“. Zur Vielfalt der Namen schreibt Carl Ritter:
„Die Muselmänner sind nicht verlegen, ihm allerlei Namen zu geben: Kabah Zaratuscht, d. i. Tempel des Zoroaster (von Kabah, d. i. Kubus  dann Tempelhaus), oder Kerennai Chaneh,  d. i. Trompeterhaus oder Nagareh Chaneh, Trommlerhaus, d. i am gewöhnlichsten Taubenaus […]“
Der „Götzentempel Newbehar“ gehörte zu den sieben geographischen Weltwundern, die Joseph von Hammer-Purgstall erwähnt.